# Zumatrichia teapa
Zumatrichia teapa är en nattsländeart som beskrevs av Oliver S. Flint Jr. 1970. Zumatrichia teapa ingår i släktet Zumatrichia och familjen smånattsländor. Inga underarter finns listade i Catalogue of Life.